# Piła (ścieżka dźwiękowa)
Saw: Original Motion Picture Soundtrack – ścieżka dźwiękowa filmu Piła, opublikowana 5 października 2004.

## Lista utworów
Autorem wszystkich piosenek jest Charlie Clouser we współpracy z Page'em Hamiltonem, Dannym Lohnerem i Chasem Smithem.
1. Sturm (Bill Leeb, Rhys Fulber) – Front Line Assembly
2. Hello, Adam – Charlie Clouser
3. Bite the Hand That Bleeds (Olde Wolbers, Herrera, Bell) – Fear Factory
4. Last I Heard – Charlie Clouser
5. Action (Troy Van Leeuwen, Jason Slater) – Enemy
6. Reverse Bear Trap – Charlie Clouser
7. You Make Me Feel So Dead (Stephen Ladd Bishop, Charles Todd Conally, D Stavern) – Pitbull Daycare
8. X–Marks the Spot – Charlie Clouser
9. Wonderful World (Schmidt, Larsen) – Psychopomps
10. Cigarette – Charlie Clouser
11. We're Out of Time – Charlie Clouser
12. Fuck This Shit – Charlie Clouser
13. Hello Zepp (Charlie Clouser oraz Hamilton, Danny Lohner, Chas Smith, Section) – Charlie Clouser
14. Zepp Overture (Charlie Clouser oraz Page Hamilton, Danny Lohner, Chas Smith, Section) – Charlie Clouser